# Thomas Ellison (Seemann)
Thomas „Tom“ Ellison (* 1772; † 29. Oktober 1792 in Portsmouth) war ein englischer Seemann auf dem britischen Handelsschiff HMS Bounty, der als Meuterer zum Tode verurteilt und hingerichtet wurde.

## Leben

### Auf der Bounty

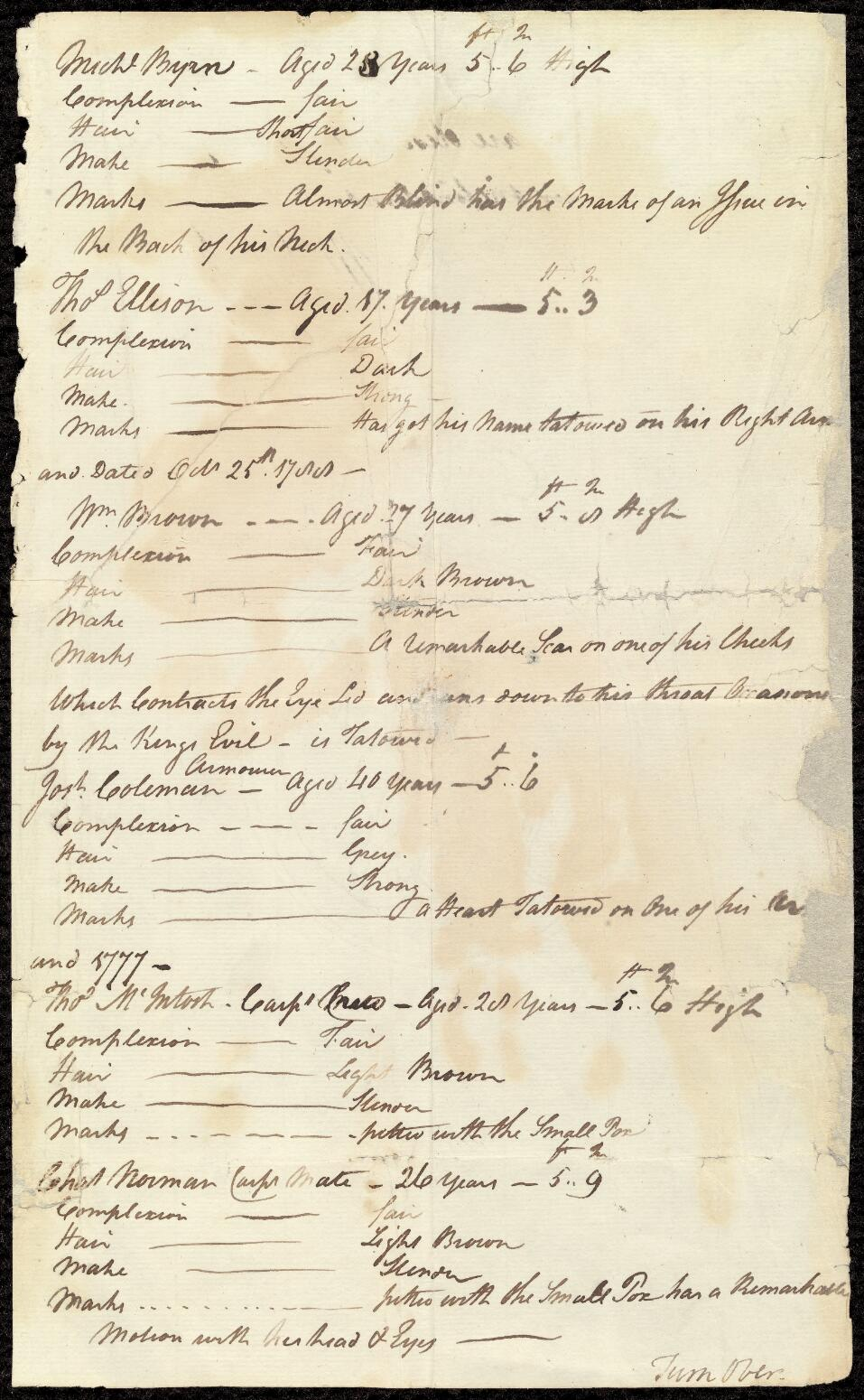
Eine Seite aus Blighs persönlichem Notizbuch mit seiner Beschreibung von Michael Byrn, Thomas Ellison, William Brown, Joseph Coleman, Thomas McIntosh und Charles Norman. National Library of Australia.

Ellison schrieb sich am 8. Oktober 1787 in Deptford als Vollmatrose (Able Seaman) im Alter von 19 Jahren und aus Deptford, Kent, stammend in die Musterungsrolle der Bounty unter Lt. William Bligh ein. Die Altersangabe entsprach wahrscheinlich nicht der Wahrheit, da er sein Alter während der Meuterei fast zwei Jahre später als zwischen 16 und 17 Jahre angab, was durch die Beschreibung Blighs bestätigt wird. Steuermann John Fryer hielt ihn dabei gar nur für 15 Jahre („being a Boy at the Time“). Noch am Tag seiner Einschreibung begann die Verlegung des Schiffs die Themse hinab in den Spithead vor Portsmouth. Von hier aus begann am 23. Dezember 1787 die Mission der Bounty, die Brotfrucht von Tahiti nach Jamaika zu transportieren.
Ellison scheint ein Protegé des Kaufmannes Duncan Campbell („Mr. Camble“) gewesen zu sein, der ihn an seinen angeheirateten Neffen William Bligh vermittelt haben dürfte, da er schon an dessen Fahrten nach Jamaika auf den Handelsschiffen Lynx und Britannia teilnahm. Dabei soll er von Blighs persönlichem Sekretär John Samuel in Schreiben und Arithmetik unterrichtet worden sein. Auf diesen Fahrten dürfte er ebenfalls eine erste Bekanntschaft mit Fletcher Christian gehabt haben, wie mit dem älteren Matrosen Lawrence Lebogue, den er als Freund beschrieb. Auf der Bounty wurde Ellison während der mehrmonatigen Fahrt nach Tahiti in drei Briefen Blighs an Campbell erwähnt: 9. Januar 1788 in Santa Cruz („Tom Ellison is improving & will make a very good Seaman.“), 17. Februar 1788 im Südatlantik („Tom Ellison is a very good Boy and will do very well.“) und am 28. Juni 1788 in der False Bay („Tom Ellison is very well but is not a particle taller than when he left home but is fat as he can well be.“)
Während der weiteren Reise und des mehrmonatigen Aufenthalts auf Tahiti ist Ellison in keiner nennenswerten Weise aufgefallen. In den Morgenstunden des 28. April 1789 gehörte er der von Christian geführten dritten Deckwache an, die um vier Uhr ihren Dienst aufnahm. Dabei besetzte er auf dem Achterdeck den Posten am Steuerrad, mit dem er das Schiff auf dem befohlenen Kurs halten musste. Als kurz nach fünf Uhr die von Christian angeführte Gruppe bewaffneter Seemänner in die Offizierskabinen hinabstieg, ist Ellison nach Aussage des ebenfalls Dienst habenden Fähnrichs Thomas Hayward zunächst auf seinem Posten geblieben. Als kurz darauf Bligh mit den Händen auf dem Rücken gefesselt an Deck geführt wurde, habe er auf dessen Kommando das Ruder in die Lee-Stellung eingelegt, um das Schiff auf Position zu halten. Darauf aber habe er seinen Posten verlassen und sich mit einem Bajonett bewaffnet, um sich der Meuterei anzuschließen. Enthusiastisch habe er sich dabei anerboten, die Bewachung von Bligh zu übernehmen. Neben Hayward wurde er auch von anderen Zeugen, wie Bootsmann William Cole, Zimmermann William Purcell, Fähnrich John Hallett und dem Diener John Smith unter den Bewaffneten auf dem Achterdeck stehend gesehen. Als die mit Bligh und mehreren seiner Anhänger besetzte Barkasse von der Bounty ablegte, wurde Ellison gesehen, wie er auf Christians Befehl die Takelage hinaufstieg um das Bramsegel zu lösen, worauf das Schiff wieder Fahrt aufnahm.
In seinem am 19. August 1789 in Kupang an seine Frau adressierten Brief mutmaßte Bligh, dass die Vorzüge des monatelangen Aufenthalts auf Tahiti ihn die Gefolgschaft seiner Männer gekostet habe („Even Mr. Tom Ellison took such a liking to Otaheite that he turned Pirate, so that I have been run down by my own Dogs.“). In seiner Auflistung der Meuterer beschrieb er seinen ehemaligen Schützling wie folgt: Thos. Ellison, 17 Jahre alt, 5 Fuß und 3 Zoll hoch, heller Teint, dunkles Haar, kräftig gebaut; hat seinen Namen auf den rechten Arm tätowiert mit dem Datum 25. Oktober 1788 (das Ankunftsdatum auf Tahiti).

### Auf Tahiti und der Pandora
Während des gescheiterten Siedlungsversuchs der Meuterer auf Tubuai übernahm Ellison mit dem halbblinden Geigenspieler Michael Byrne die Bewachung der Beiboote. Bei der Rückkehr nach Tahiti am 22. September 1789 gehörte er zu jenen sechzehn Seemännern, die nach der Abfahrt der Bounty am Abend desselben Tages hier zurückgeblieben sind. Nachdem er hier zunächst ein Haus mit Thomas Burkett und John Sumner bezogen hatte, wohnte er später mit Byrne zusammen im Distrikt Oparre. Mit ihm bereiste er die Insel und im Januar 1791 unternahmen sie eine Kanufahrt zu dem fünfzehn Kilometer entfernten Moorea.
Beide gingen am 21. März 1791 in Oparre mit ihrem Kameraden auf den von James Morrison gebauten Schoner in See, mit dem sie aber an die Südküste Tahitis zurückgedrängt wurden. Bei der Ankunft der Pandora in der Matavai-Bucht am 23. März trennte sich die Gruppe. Während Byrne sich sofort zu dem Schiff begab und die meisten der Anderen in das Inselinnere flohen, blieben Morrison, Ellison und Charles Norman bei dem Schoner zurück. Doch nachdem sie diesen von Eingeborenen bedrängt aufgeben mussten, ergaben sie sich am 29. März der nach ihnen ausgesandten Marineinfanterietruppe, von der sie noch am selben Tag auf die Pandora gebracht wurden. Alle vierzehn Bounty-Seemänner wurden an Händen und Füßen in Ketten gelegt in die an Deck errichtete Käfigvorrichtung („Pandora’s Box“) eingesperrt. Als einer von zehn überlebte Ellison am 29. August die Havarie der Pandora am Great Barrier Reef. Während der Fahrt in den Beibooten nach Timor waren Ellison und Morrison dem Boot von Capt. Edward Edwards zugeteilt, von dem sie gefesselt auf dem Bootsboden achtern liegend als Kielballast benutzt wurden. Von Niederländisch-Indien mit einem holländischen Schiff bis in die Tafelbucht transportiert, erreichten die Gefangenen am 19. Juni 1792 auf der HMS Gorgon den heimatlichen Hafen in Portsmouth.

### Verteidigung und Verurteilung
Am 21. Juni 1792 wurden sie auf die im Hafen ankernde Hector überstellt. Auf der nebst ihr liegenden HMS Duke wurde am 12. September unter dem Vorsitz von Admiral Hood ein Seegericht einberufen, vor dem sie sich zu verantworten hatten. Die Anklage lautete meuterisches Davonlaufen auf dem Schiff Bounty und Desertieren aus dem Dienst seiner Majestät.
In seiner schriftlich vorgetragenen Vereidigung beschränkte sich Ellison auf eine Beschreibung der Meuterei aus der Position eines passiven Beobachters. Christian nannte er einen wahnsinnig gewordenen Mann, wobei seine Beschreibung das populäre Bild des Chefmeuterers prägte („he looked like a Madman, is long hair was luse, is shirt Collair open“). Über seine eigene Haltung oder Handlungsweise während der Meuterei machte er keine Angaben. Scheinbar verfügte er über keine juristische Vertretung. Allerdings sprachen die Aussagen der Zeugen der Anklage gegen ihn, die ihn unter den bewaffneten Bewachern Blighs und den Befehlsempfängern von Christian gesehen haben. Keiner konnte entlastende Angaben zu seinen Gunsten tätigen.
Mit den Matrosen Thomas Burkett und John Millward wurde Ellison am 18. September für schuldig befunden um zum Tod durch Erhängen verurteilt. Die Delinquenten wurden am 28. Oktober auf die HMS Brunswick überstellt. Durch das Abfeuern einer Kanone und das Hissen der gelben Signalflagge („Yellow Jack“) am Morgen des folgenden Tages um neun Uhr wurde die Exekution eingeleitet, die die Aufmerksamkeit des gesamten Hafens auf sich zog. Nach dem Bericht eines Beobachters sollen die Verurteilten mit einer würdevollen Standhaftigkeit ihren letzten Gang vollendet haben, auf dem ihnen von ihren Kameraden von der Bounty nur James Morrison ein Geleit gab. Eine halbe Stunde später wurden sie an einer Rah des Schiffes gehängt, Ellison und Millward am Backbordende, Burkett am Steuerbordende. Nach zwei Stunden im Regen hängend, wurden ihre Leichen abgenommen und am folgenden Tag an das Haslar Marinekrankenhaus überstellt, auf dessen Friedhof sie beerdigt wurden.

## Fiktionale Darstellung
- Meuterei auf der Bounty (1935), dargestellt von Eddie Quillan.
- Die Bounty (1984), dargestellt von Dexter Fletcher.

## Erlebnisberichte
- Bligh, William, A voyage to the South sea, undertaken by command of His Majesty, for the purpose of conveying the bread-fruit tree to the West Indies, in His Majesty’s ship the Bounty, commanded by Lieutenant William Bligh. London 1792.
- Edwards, Edward, Voyage of H.M.S. ‘Pandora’ despatched to arrest the mutineers of the ‘Bounty’ in the South Seas, 1790–91. Hrsg. von Basil Thomson. London 1915.
- Hamilton, George, A Voyage Round the World, in His Majesty’s Frigate Pandora. Performed Under the Direction of Captain Edwards in the Years 1790, 1791, and 1792. Sydney 1998.
- Morrison, James, Mutiny and Aftermath: James Morrison’s Account of the Mutiny on the Bounty and the Island of Tahiti. Hrsg. von Vanessa Smith, Nicholas Thomas. University of Hawaiʻi Press 2013.

## Anmerkung
1. ↑  Das Pfarrregister von St Nicholas in Deptford verzeichnet für den 1. Dezember 1772 die Taufe von Thomas Bristy als Sohn von Robert Ellison, Blockmaker in Church Street.